# Leucaspis bugnicourti
Leucaspis bugnicourti är en insektsart som beskrevs av Cohic 1958. Leucaspis bugnicourti ingår i släktet Leucaspis och familjen pansarsköldlöss.
Artens utbredningsområde är Nya Kaledonien. Inga underarter finns listade i Catalogue of Life.